# Экенг, Патрик
Патри́к Клод Эке́нг Эке́нг (фр. Patrick Claude Ekeng Ekeng; 26 марта 1990, Яунде, Камерун — 6 мая 2016, Бухарест, Румыния) — камерунский футболист, полузащитник.

## Клубная карьера
Патрик начал свою футбольную карьеру в клубе «Канон Яунде», в котором выступал за юношеские и молодёжные команды. В сезоне 2008/09 провёл в чемпионате Камеруна 29 игр, забил 7 мячей.
Летом 2009 года перешёл во французский клуб «Ле-Ман». 20 августа 2010 года дебютировал в матче Лиги 2 против «Шатору».
В январе 2011 года Патрик был отдан в аренду до конца сезона в клуб Лиги 3 «Родез». 22 января 2011 Экенг провёл первый матч в третьей лиге Франции. За полгода Экенг принял участие в 13 матчах, «Родез» занял 18 место в чемпионате и покинул Лигу 3.
Вернувшись из аренды, Экенг не занял стабильного места в основе «Ле-Мана», но периодически появлялся в стартовом составе клуба, проведя в сезоне 2011/12 16 матчей. 5 ноября 2011 года камерунец забил свой первый в карьере гол. На следующий сезон в активе Патрика 18 матчей, в 9 из которых он выходил на замену.
После вылета «Ле-Мана» из Лиги 2 Экенг покинул клуб и перешёл в швейцарскую «Лозанну». Дебют Патрика в Швейцарской Суперлиге пришёлся на матч с «Люцерном». 1 сентября 2013 года отметился забитым мячом в ворота «Туна».
14 июля 2014 года Патрик подписал двухлетний контракт с только что вышедшей в Ла Лигу «Кордовой». Дебют в Ла Лиге состоялся 30 августа в матче с «Сельтой». 3 октября 2014 года полузащитник забил свой первый мяч в Испании.

## Карьера в сборной
В составе молодёжной сборной Камеруна Патрик занял второе место на молодёжном чемпионате Африки 2009 года. В финале его команда уступила сборной Ганы 0:2. Осенью 2009 года Экенг выступал на молодёжном чемпионате мира. Принял участие во всех трёх матчах камерунцев на турнире. В последней встрече группового этапа против сборной Германии к 45 минуте получил две жёлтые карточки и был удалён с поля. Камерунцы, оставшись вдесятером, пропустили ещё два мяча и заняли последнее место в группе.

## Смерть
6 мая 2016 года полузащитник бухарестского «Динамо» Патрик Экенг упал в обморок во время матча с «Вииторулом» (3:3) в чемпионате Румынии. 26-летний футболист вышел на замену на 63-й минуте, а спустя шесть минут потерял сознание. Камерунец был срочно госпитализирован, но скончался в больнице. Его жизнь пытались спасти 10 врачей.
У 26-летнего Экенга случился кардиогенный шок, характеризующийся неадекватным кровообращением жизненно важных органов. Врачи смогли нащупать пульс игрока и на две минуты восстановили сердцебиение, однако футболист так и не пришёл в сознание за полтора часа, что был в больнице. Скорая смогла выехать со стадиона спустя 2 минуты 47 секунд после падения футболиста на газон. В машине скорой помощи не было никаких средств помощи, она была предназначена исключительно для транспортировки.
Был похоронен 15 мая 2016 года в Яунде.